# Nomia nigrociliata
Nomia nigrociliata är en biart som beskrevs av Cockerell 1932. Nomia nigrociliata ingår i släktet Nomia och familjen vägbin. Inga underarter finns listade i Catalogue of Life.